# Gordon Neufeld
Gordon Neufeld (ur. 1946) – kanadyjski psycholog rozwojowy, który stopień doktora uzyskał broniąc swojej pracy z zakresu psychologii rozwojowej oraz klinicznej na Uniwersytecie Kolumbii Brytyjskiej, gdzie później przez ponad 20 lat był wykładowcą cieszących się wielką popularnością autorskich kursów. Jako psycholog kliniczny zdobył ponad 40 lat doświadczenia, pracując z dziećmi oraz młodzieżą, jak również z osobami za nie odpowiedzialnymi. Jest autorem bestsellerowej książki „Więź. Dlaczego rodzice powinni być ważniejsi od kolegów.” (ang. Hold On To Your Kids; współautorstwo z kanadyjskim lekarzem dr Gaborem Maté), która to obecnie została przetłumaczona na 10 języków. Podejście dr Neufelda (jego bazujący na więzi model rozwoju) opiera się na teorii przywiązania sformułowanej przez Johna Bowlby. Dr Neufeld rozbudował teorię przywiązania m.in. wyróżniając sześć etapów w rozwoju zdolności do relacji oraz opracowując konstrukt polaryzacji, wyjaśniający zarówno zjawisko nieśmiałości, jak i zjawisko obronnego oddzielenia się. Jego model więzi jest uniwersalny, znajdując zastosowanie wobec dzieci oraz dorosłych oraz będąc możliwym do implementacji zarówno w warunkach domowych, jak i szkolnych. Dzięki swojemu zaangażowaniu oraz umiejętnej syntezie i destylacji wiedzy z zakresu psychologii rozwojowej dr Neufeld pozostaje liderem na tym polu. On sam mówi, że pracą jego życia jest jak „pomaganie dorosłym w tworzeniu warunków do rozkwitania ich dzieci.”
Dr Neufeld jest również założycielem The Neufeld Institute z siedzibą w Vancouver (Kolumbia Brytyjska w Kanadzie). Zespół Instytutu zajmuje się edukacją i szkoleniami dla rodziców oraz profesjonalistów poprzez spersonalizowane programy studiów, jak również serie wykładów, seminariów oraz kursów (dostępnych również w formie on-line). Wydziały Instytutu oraz programy edukacyjne dostępne są obecnie w wielu językach, w tym m.in.: jęz. angielskim, francuskim, niemieckim, hiszpańskim, hebrajskim, szwedzkim, rosyjskim oraz polskim.
Prywatnie jest ojcem piątki dzieci oraz dziadkiem sześciorga wnucząt.

## Osiągnięcia
Dr Neufeld był wielokrotnie nagradzany za swoją pracę, otrzymując m.in.:
- Governor General’s Medal
- BC Psychologists Award
- nagroda Circle of Courage